# Kanton Limoges-Grand-Treuil
Kanton Limoges-Grand-Treuil (francouzsky Canton de Limoges-Grand-Treuil) je francouzský kanton v departementu Haute-Vienne v regionu Limousin. Tvoří ho pouze část města Limoges.